# 29328 Hanshintigers
29328 Hanshintigers (1994 TU14) là một tiểu hành tinh vành đai chính.